# The Star (Malezja)
The Star – malezyjski dziennik ukazujący się w języku angielskim. Został założony w 1971 roku.
Dzienny nakład drukowanego pisma wynosi blisko 250 tys. egzemplarzy (stan na 2016 rok).